# Kindred of the Dust
Pour les articles homonymes, voir Kindred.
Pour plus de détails, voir Fiche technique et Distribution.
Kindred of the Dust est un film muet américain réalisé par Raoul Walsh et sorti en 1922.

## Synopsis
Lorsqu'elle apprend que son mari est déjà marié à une autre, Nan retourne avec son enfant chez elle dans la petite ville de Puget Sound. Elle y est traitée comme une paria par tous les habitants sauf par Donald, son amour de jeunesse, le fils d'un millionnaire. Leur amour est contrecarré par les parents de Donald, mais après qu'elle l'a soigné d'une maladie apparemment mortelle, ils acceptent qu'ils se marient. 

## Fiche technique
- Titre original : Kindred of the Dust
- Réalisation : Raoul Walsh
- Scénario : James T. O'Donohoe, d'après le roman "Kindred of the Dust" de Peter Bernard Kyne
- Direction artistique : William Cameron Menzies
- Photographie : H. Lyman Broening, Charles Van Enger
- Production : Raoul Walsh
- Société de production : R. A. Walsh Company
- Société de distribution : Associated First National Pictures
- Pays de production :  États-Unis
- Langue originale : anglais
- Format : noir et blanc — 35 mm — 1,37:1 — Film muet
- Genre : Comédie dramatique
- Durée : 80 minutes
- Date de sortie :
  - États-Unis : 27 février 1922

## Distribution
- Miriam Cooper : Nan
- Ralph Graves : Donald McKaye
- Lionel Belmore : le Laird de Tyee
- Eugenie Besserer : Mme McKaye
- Maryland Morne : Jane McKaye
- Elizabeth Waters : Elizabeth McKaye
- William J. Ferguson : M. Daney
- Caroline Rankin : Mme Daney
- Patrick Rooney : Dirty'Dann O'Learg
- John Herdman : Caleb Brent
- Bruce Guerin : Little Donald
- Tom Kennedy : un gros dur
- Howard Ralston : Donald McKaye, enfant

## Autour du film
- Ce fut l'ultime film où Walsh fut son propre producteur et le dernier où il dirigea son épouse Miriam Cooper.